# Cuvette-Centrale

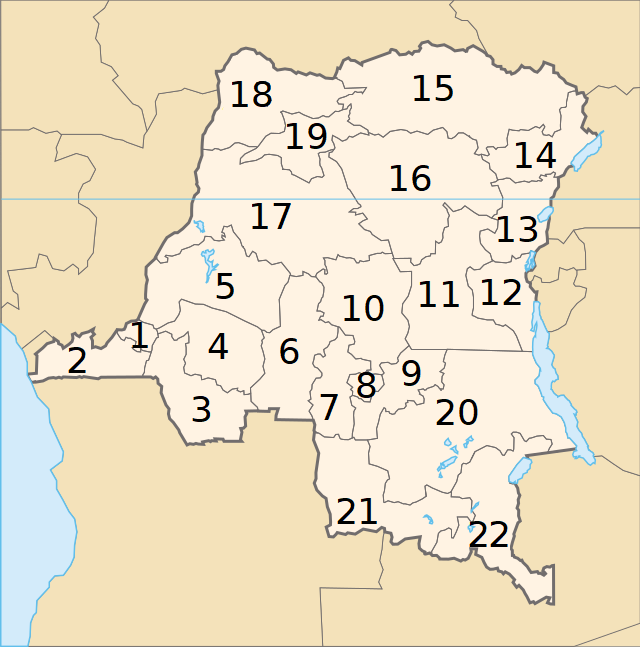
Provinces de la République Démocratique du Congo

La province de la Cuvette-Centrale est une ancienne province de la république démocratique du Congo s'étendant sur environ 800 000 km2, des environs de la capitale jusqu’à la Province orientale, en passant par le Bandundu et l’Équateur et englobant également une partie des deux Kasaï et du Maniema.

## Histoire
Elle a été créée en le 14 août 1962, quand le pays a été divisé en 21 provinces. L'ancienne province de l'Équateur a été divisée en deux, entre la Cuvette-Centrale et l'Ubangi. Elle couvrait une partie de la cuvette centrale du bassin du Congo.
La capitale choisie pour la Cuvette-Centrale a été Coquilhatville, aujourd'hui rebaptisée Mbandaka.
Le 5 février 1963, la Cuvette-Centrale a été elle-même divisée, sa partie orientale devenant la province du Moyen-Congo.
Le 25 avril 1966, la province a été réunie avec les provinces de l'Ubangi et du Moyen-Congo pour former la province de l'Équateur.

## Gouvernance
Son président, et à partir d'octobre 1965, son gouverneur, est Léon Engulu.

## Ressources naturelles
Cette province bénéficie d'une vaste forêt pluvieuse, de ressources en métaux, terres rares et pierres précieuses, et d'un Parc national (Parc national de la Salonga, qui est le plus grand au monde en termes de forêt tropicale si l'on ne tient pas compte de la bande centrale qui le coupe en deux).
Des indices et études laissent penser que le sous-sol de la Cuvette abrite des hydrocarbures fossiles, mais en quantité inconnue et difficile à évaluer (en 2012, son potentiel ne faisait pas consensus chez les géologues, certains le pensant immense et d'autres estiment au contraire qu'il devait encore être confirmé).

Ce pétrole est, de plus, difficile à exploiter en raison du couvert dense de la forêt équatoriale et de vastes marécages, ainsi que d'une quasi-absence d’infrastructures. Enfin, la région n'est pas  sécurisée (des gangs armés sont présents jusque dans le parc national).

L'exploitation de ce pétrole, outre qu'il contribuerait à aggraver les problèmes environnementaux et climatiques locaux et globaux, a été envisagée, puis pré-attribuée en 2007 via un contrat de partage de la production pétrolière (signé le 21 décembre de cette année là) entre le gouvernement et la Société Nationale des Hydrocarbures (SONAHYDROC), associée à la Compagnie Minière du Congo SPRL (COMICO) qui détient concessions suivantes : « blocs 1 à Mbandaka, 2 à Lokoro et 3 à Busira dans la Cuvette-Centrale ». Cette autorisation a suscité une réprobation internationale. En particulier le WWF qui est officiellement partenaire (et financeur) de la gestion du Parc) a immédiatement demandé que l'État revienne sur sa décision. Une pétition « Non au sacrifice des primates pour le pétrole ! » a été lancée en 2018 par le réseau Sauvons la forêt, et l'UNESCO a menacé de retirer au Parc son label patrimoine mondial de l'Unesco.

Mi-2021 le Gouvernement a finalement interdit (en 2021) l'exploitation pétrolière dans le Parc national car cette ressource est incertaine et incompatible avec le statut de Parc national qui recouvre une grande partie de la zone concernée par le potentiel pétrolier de la Cuvette-Centrale (chacun des blocs pétroliers attribués en concession par le gouvernement chevauchait le parc national de la Salonga). Le pays a rejoint l’« Initiative pour la transparence des industries extractives » ou ITIE), mais la gestion minière a montré des défaillances éthiques et de soutenabilité qui ont entamé son crédit dans le pays aux yeux du monde.